# Ильин, Николай Карпович
Николай Карпович Ильин (бел. Мікалай Карпавіч Ільін; 22 августа 1931 год, Альховик — 20 сентября 2016) — вагранщик Минского комбината строительных материалов Министерства промышленности строительных материалов Белорусской ССР. Герой Социалистического Труда (1974). 

## Биография
Родился в 1931 году в крестьянской семье в деревне Альховик. После школы окончил училище сельской механизации, после чего работал трактористом на Лиозненской МТС. С 1956 года — вагранщик цеха минеральной ваты Минского комбината строительных материалов. В 1961 году вступил в КПСС.
Ежегодно перевыполнял план и личные социалистические обязательства. Досрочно выполнил план 9-й пятилетки (1959—1965). За высокие производственные достижения награждён в 1966 году первым Орденом Ленина.
Внёс несколько рационализаторских предложений для производства теплоизоляционного материала, в результате чего на комбинате значительно увеличилась производительность труда. Указом Президиума Верховного Совета СССР от 8 января 1974 года за выдающиеся успехи в выполнении и перевыполнении планов 1973 года и принятых социалистических обязательств удостоен звания Героя Социалистического Труда с вручением ордена Ленина и золотой медали «Серп и Молот».
В 1976 году избирался делегатом XXV съезда КПСС.
После выхода на пенсию проживает в Минске.
20 сентября 2016 года умер, похоронен в Минске.

## Награды и звания
- Герой Социалистического Труда — указом Президиума Верховного Совета СССР от 8 января 1974 года
- Орден Ленина — дважды (1966, 1974)

## Память
- В 2015 году в Лиозно была открыта Аллея Славы, на которой находится стела с портретом Николая Ильина[2].